# Isagoras proximus
Isagoras proximus är en insektsart som beskrevs av Ludwig Redtenbacher 1906. Isagoras proximus ingår i släktet Isagoras och familjen Pseudophasmatidae. Inga underarter finns listade i Catalogue of Life.